# 阿左美站
阿左美站（日语：／ Azami eki */?）位於日本群馬縣綠市笠懸町阿左美，是東武鐵道桐生線的鐵路車站。車站編號是TI 54。

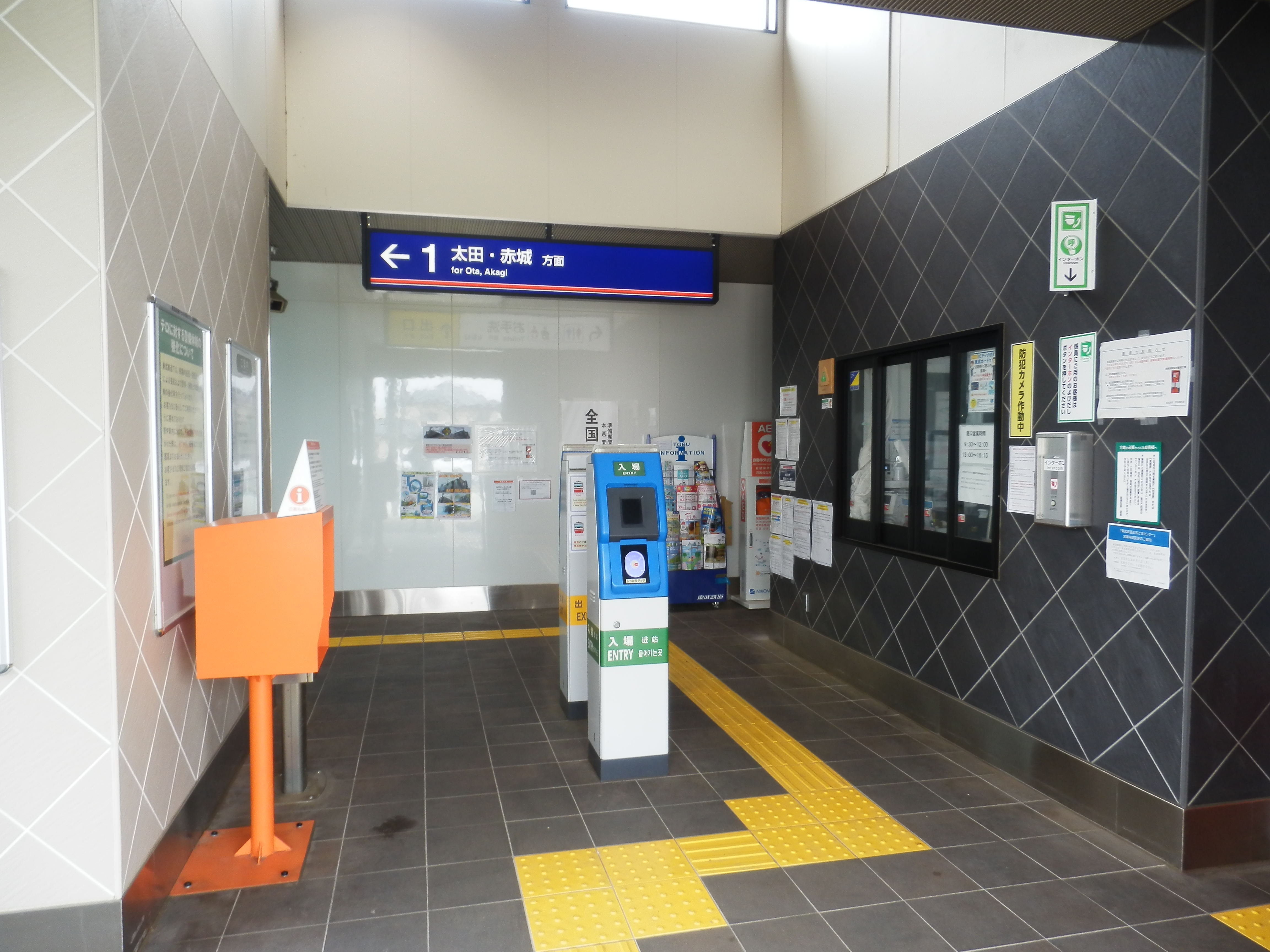
閘口（2021年6月）

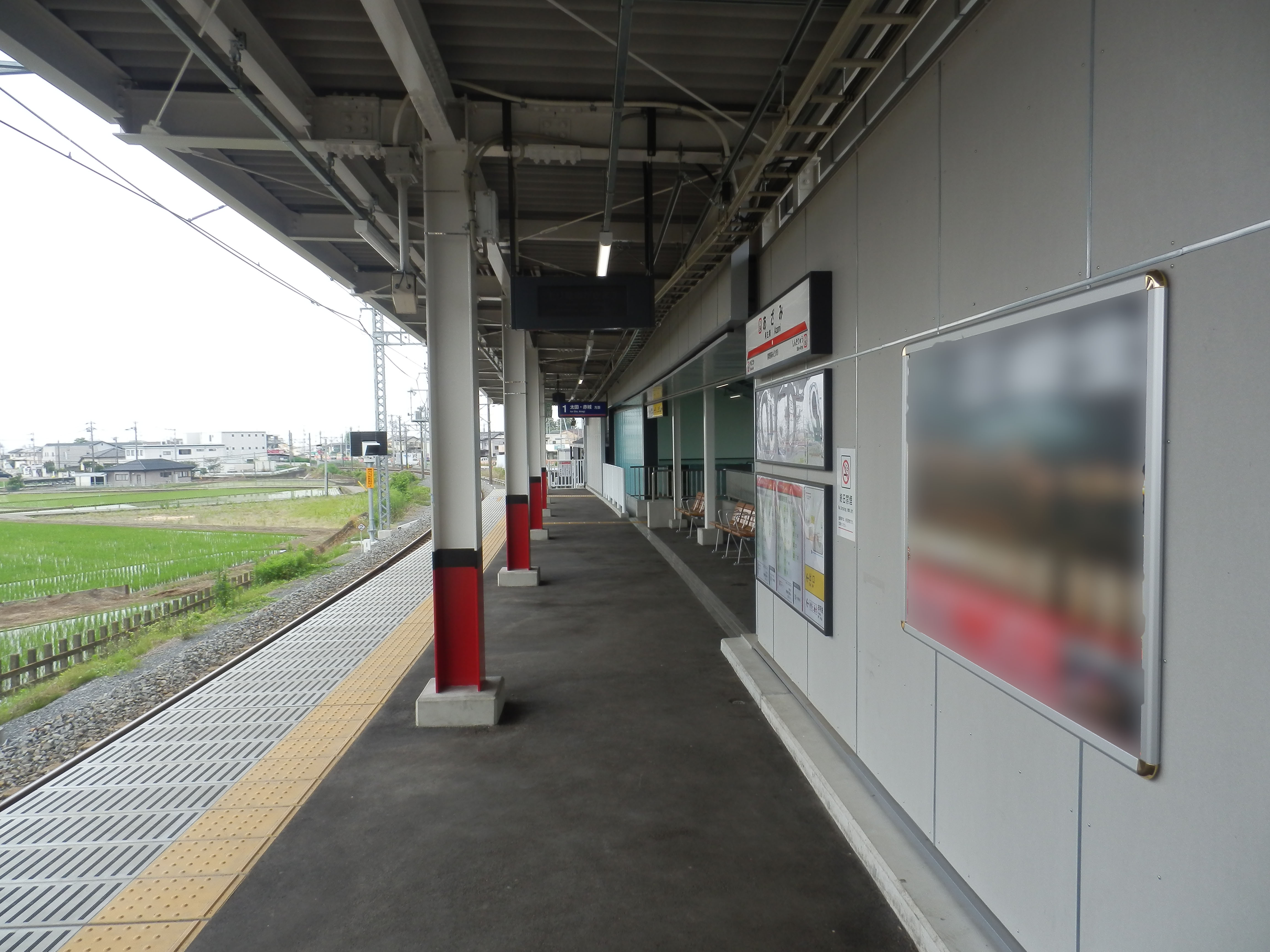
月台（2021年6月）

## 歷史
桐生線開業時並未設阿左美站。1935年（昭和10年）左右，期望將阿左美沼打造成遊樂園的今井伊太郎與東武鐵道社長根津嘉一郎兩人達成共識，1937年（昭和12年）車站開業。1954年（昭和29年）12月，月台拓寬工程挖掘出繩文時代的居住遺跡，之後指定為縣史跡。昭和40年代，因財務赤字規劃廢站，但當時地方自治體笠懸村議會在1971年（昭和46年）1月與1973年（昭和48年）7月兩度發動陳情而取消。2020年因群馬縣道68號桐生伊勢崎線阿左美繞道拓寬遷移站房。

### 年表
- 1937年（昭和12年）5月5日：開業。
- 1954年（昭和29年）12月：月台拓寬工程挖掘出繩文時代的居住遺跡。
- 1955年（昭和30年）3月7日 - 3月9日：進行居住遺跡調查。
- 1960年（昭和35年）3月23日：居住遺跡指定為群馬縣指定史跡。
- 2020年（令和2年）3月14日：位於原址北側約300公尺的新站房、月台啟用[3][4]。營業里程往新桐生站側移動0.2公里[3][4]。

## 車站結構
側式月台1面1線地面車站。站舍、月台均位於軌道西側。
| 路線   | 方向 | 目的地                                                           |
| ------ | ---- | ---------------------------------------------------------------- |
| 桐生線 | 下行 | 新桐生、赤城方向                                                 |
| 桐生線 | 上行 | 太田、 伊勢崎線 館林、 東武晴空塔線 北千住、東京晴空塔、淺草方向 |

## 使用人數
2016年度一日平均上下車人次為606人。
近年一日平均上下車人次的推移如下表。
| 年度               | 一日平均上下車人次 |
| ------------------ | ------------------ |
| 2004年（平成16年） | 452                |
| 2005年（平成17年） | 453                |
| 2006年（平成18年） | 425                |
| 2007年（平成19年） | 429                |
| 2008年（平成20年） | 467                |
| 2009年（平成21年） | 466                |
| 2010年（平成22年） | 486                |
| 2011年（平成23年） | 524                |
| 2012年（平成24年） | 575                |
| 2013年（平成25年） | 583                |
| 2014年（平成26年） | 620                |
| 2015年（平成27年） | 584                |
| 2016年（平成28年） | 606                |

## 車站周邊
- 阿左美沼（日语：阿左美沼）
  - 桐生競艇場（日语：桐生競艇場） - 日本最北的競艇場（日语：競艇場）。
- 群馬縣立桐生南高等學校（日语：群馬県立桐生南高等学校）
- 桐生大學
  - 桐生大學短期大學部
- 國道50號（桐生繞道（日语：桐生バイパス））
- 群馬縣道68號桐生伊勢崎線（日语：群馬県道68号桐生伊勢崎線）（桐生縣道）
- 東邦醫院
- 文真堂書店（日语：文真堂書店）阿左美店
- GEO（日语：ゲオ）阿佐美店
- 南光寺
- 綠市立笠懸東小學校（日语：みどり市立笠懸東小学校）

## 相鄰車站
東武鐵道
 桐生線
藪塚（TI 53）－阿左美（TI 54）－新桐生（TI 55）

## 外部連結
- 阿左美（車站資訊） - 東武鐵道